# Alessandra (romanzo)
Alessandra è un romanzo di Stefano Terra, pubblicato da Bompiani nel 1974 e vincitore del Premio Campiello nello stesso anno.

## Edizioni
- Stefano Terra, Alessandra, Milano, Bompiani, 1974.
- Stefano Terra, Alessandra: (con la fortezza del Kalimegdan), Milano, Euroclub, 1974.
- (EL) Stefano Terra, Alexandra, traduzione di Stellas Andrikidou, Ekdotikos oikos neos Parnassos, 1976.